# Station Pontevedra
Station Pontevedra is een spoorwegstation in de Spaanse stad Pontevedra.
In 2023 registreerde het station 1.586.245 passagiers, waarmee het een van de drukste treinstations van Galicië is.